# 逆轉檢察官
《逆转检察官》是卡普空为掌上游戏机任天堂DS开发，并于2009年发行的单人冒险游戏。游戏于2009年5月在日本发售，次年在北美、澳洲和欧洲发售。《逆转检察官》是逆转裁判系列第五作，劇情设定在第三作《逆转裁判3》和第四作《逆转裁判4》之间。
和采用辩护律师视角的前作不同，玩家在《逆转检察官》控制检察官御劍怜侍；玩家在整个故事中，要调查五起有关走私团伙的案件。游戏由调查阶段和追究阶段交替构成：玩家先在调查阶段中，调查犯罪现场寻找证据，之后于追究阶段中，听取其他角色的证言，并出示证据指出证词中的矛盾，从而逐步接近真相。
游戏由山崎刚擔任總监，江城元秀制作。江城在《逆转裁判3》制作期间提出，围绕逆转裁判角色，制作一款新冒险游戏，山崎则提出，游戏应有关于演绎推理与犯罪现场调查。游戏特采用不同于前作的设计，将主要重点放在现场。在遊戲原計劃中，主角是寶月茜，但他們最後決定，主角改为人氣更高的御劍怜侍。开发者希望玩家沉浸在游戏中，感到自己就是御剑，而不仅仅是前作中，玩家和主角产生共鸣；为此，玩家可以在《逆转检察官》中直接控制御剑，同时游戏加入和御剑思想有关的元素。
游戏以正面评价为主，批评常指追究有时变成试错。《逆转检察官》是日本2009年畅销游戏之一，但西方销量“最高也是不佳”。游戏后改编为漫画连载。续作《逆轉檢察官2》于2011年在日本发行，该作未在日本外官方发售。

## 玩法
《逆转检察官》是单人冒险游戏，玩家扮演检察官御剑怜侍调查五起案件。游戏主要采用第三人称视角，但分析证物时会切换到第一人称视角。每起案件由数个调查和追究阶段构成。
玩家在调查阶段，可通过方向键或下触摸屏幕，直接控制场景中的御剑移动。玩家除在犯罪现场寻找证物外，还可和目击者或嫌疑人对话，获取新证据与情报。御剑会将现场值得注意的事情记下，玩家之后可通过“逻辑”功能，将两件相关事情结合，推导出新情报；如玩家将“有两处弹孔”和“只开火一次的枪”结合，就会获得“案发现场有两把枪”的新信息。此外玩家现场特定区域，直接移动光标详细调查；玩家此时可以用“指证”功能，指出案发现场和证物间的矛盾，指证无误即可获得新信息。有时御剑会借助道具“盗乐宝”，生成犯罪现场模拟全息图；玩家可调查全息图，发现隐藏的新信息，全息图亦会随证据而更新。在充分检查现场后，调查阶段结束，接着游戏进入追究阶段。
在追究阶段，目击者或案件相关人物会发表证词。玩家可在角色证言时对其威慑，令其更详细的说明情况。玩家此阶段需要通过相应证据，指出角色证词中的矛盾，籍此逐步发现真相，最终迫使嫌疑人承认罪行。玩家解决案件后，会了解该章节的真相，接着下一章节解锁。在出示错误证据、结合两件无关事件，或作出错误选择时，绿色的生命条就会扣减，代表御剑在偏离真相；生命条扣完游戏就会结束。每个调查阶段结束后，生命条都会恢复一半，新章节开始时生命槽为全满。

## 故事大綱
第一案件中，御劍怜侍在出差回到自己的辦公室後，發現了一具屍體。第二案件中，御劍也遇上了類似的事情。當時，御劍正乘坐返回日本的客機，但卻遇上了殺人事件，而他自己亦成為了疑犯。第三案件中，回到日本機場的御劍收到恩人天野河丈一郎的來電。天野河請求御劍為其被綁架的兒子天野河光交付贖金。第四案件中，御劍在美雲的提醒下回憶起7年前的事件。當時，「第2之KG-8號事件」中檢察官一條九郎和被告真刈透均被殺。御劍和狩魔冥因此合作調查。第五案件中，阿雷巴斯特大使館和巴巴魯大使館收到一張由「八咫烏」所發出的預告函，因此御劍和美雲便去大使館調查。但是，兩間大使館均發生殺人事件。

## 开发

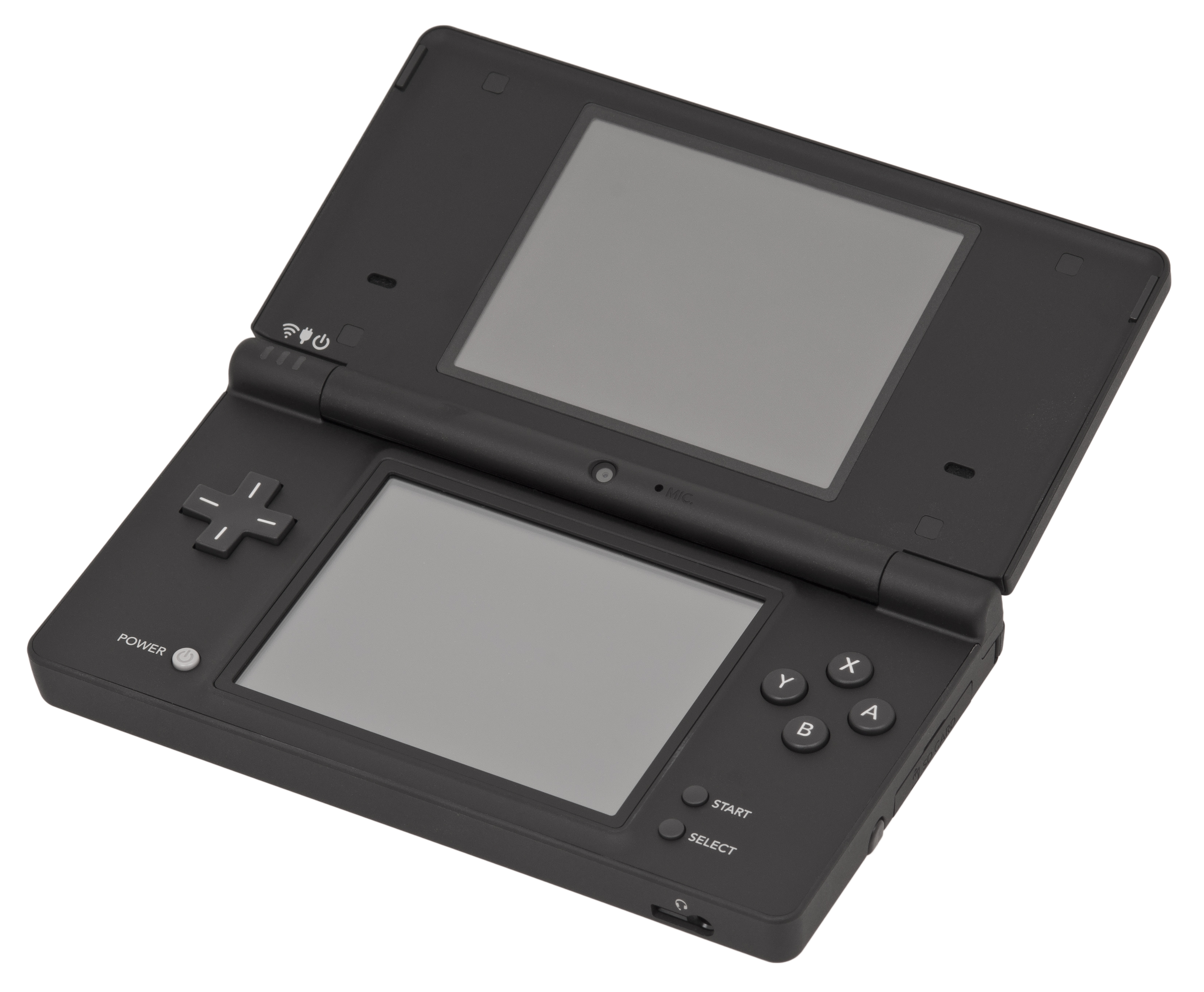
游戏要对应便携平台，且支持触屏操作，故制作人江城元秀认定任天堂DS最为合适

游戏由山崎剛监督，江城元秀制作，岩元辰郎設計角色，岩垂德行和山田靖子作曲。江城在制作《逆轉裁判3》時，有了用系列角色制作新遊戲的想法。江城稱，他們要制作一款支援觸碰操作的攜帶式遊戲，而Xbox Live等平台無此條件，故任天堂DS是最佳選擇，此外遊戲亦無跨平台移植計劃。

### 制作
江城称，他们本可在前作法庭场景基础上加入新要素，但这样游戏就不会有太大吸引力；因此他们将游戏场景改为案发现场，并新增了一些游戏元素。山崎提出要制作一款有关演绎推理与现场调查的游戏。山崎起先提出由宝月茜担当主角，这名逆转裁判角色有志成为法医学家，因此制作者认为她当《逆转检察官》主角很合理；但在听到爱好者反馈后，主角敲定为更受欢迎的御剑。开发团队指出，从法庭到案发现场的变化是一大挑战，而在保留逆转裁判风味的同时加入新要素，也是一个难点。
按游戏故事理念，各章案件彼此独立又互相联系，织成巨大谜团，同时每章揭开一部分真相。开发团队称，按设定御剑怜侍是天才检察官，而成步堂龙一是新手律师，所以《逆转检察官》的案件规模要大，对手也要比系列前作中的“更可怕”，这样才能反映御剑的才能。江城将故事视为游戏最重要的一环，并称即便费时也要达到效果。他们为此大量试错，并数度改订剧本：江城提出想法并交由测试人员测试，之后江城按反馈，改写并整理相应部分，同时加入提示。开发团队编剧时，想到会有从未玩过逆转裁判的玩家。因此他们让游戏尽量易于理解，能让没玩过前作者上手：游戏以教学和角色介绍开场是为一例。不过，游戏也穿插涉及前作情节的幽默。一条美云是本作新创角色，江城称一条是他最喜欢的角色之一。
开发团队认为，在前作中玩家应能和成步堂龙一与王喜泥法介产生共鸣；至于《逆转检察官》，他们希望玩家能沉浸在游戏中，感到自己就是御剑。江城表示，他们认为玩家能和御剑心灵相通，了解他的性格。他举例称，玩家可以直接控制御剑，并能看到他头脑中的思维：开发者正为希望表现御剑的思维，创造了逻辑系统。该系统展现了御剑头脑中发生的事情，江城称他的思考方式“非常冷静、泰然自若”。江城尝试通过追究阶段，实现庭审论战所不能的事：各章追究阶段，角色都会快节奏交替登场，为玩家提供证物，以此营造紧张的戏剧效果。和逆转裁判前作相比，《逆转检察官》更注重现场环境；前作游戏要素是寻找嫌疑人证词中的矛盾，《逆转检察官》则是寻找犯罪现场和手中证物的矛盾之处。《逆转检察官》打破前作一贯的第一人称视角，改用了第三人称视角，玩家可操控角色在现场环境中移动。《逆转检察官》的游戏系统采用特别设计，并刻意和逆转裁判不同；江城认为《逆转检察官》应有大量逆转裁判所无的功能。

江城称，若游戏对系统要求过高，就考虑以DSiWare章节形式制作，但若此就需考虑存储空间限制

开发团队为保证御剑形象正面而投入精力；江城称御剑的跑步动画“优美而用力”，但岩本对此不完全信服，认为御剑“走得意外的快”。江城和山崎本欲为盗乐宝增加大量功能，但迫于时间放弃了许多构思。江城靠制作《罗马之影》等动作游戏的经验，加之将场景铺设到背景的技术，解决了御剑移动时卷轴卡顿的问题。《逆转检察官》会在地图的人物小图标上层，同屏叠加两名角色的动画肖像，程序员在实现这一画面时，遭遇重大技术挑战，不得不大幅修改游戏。江城认为他们将任天堂DS图形处理能力发挥到了极限。江城还称，若要求过高，他们会考虑以DSiWare章节形式制作，不过在当时他们还无此计划。他表示此举有很多地方要考量，DSiWare的容量限制是为其一。
在游戏英文本地化中，团队首重对话自然、能让西方玩家理解，并同时尊重日版原意。日版有多处双关语或文化幽默，若直译便将失去效果。开发团队本想在剧本中插入英文圈幽默，但因日版无此内容而觉不妥。因既要保障译文趣味，又要尊重原版语调，让团队表示，正确处理英文语调任务艰巨。

### 宣传与发行
游戏最早在2008年4月的一刊《Fami通》中公布。东京电玩展2008展示了游戏演示。游戏还展出于圣迭戈国际动漫展2009，以及随后的东京电玩展2009。
游戏于2009年5月28日在日本发行，于2010年2月16日、18日和19日分别在北美、澳洲和欧洲发行。此外日本还有限量版游戏发行，其中除游戏包装盒和本体外，还有名片夹，宣传影片，一张音乐CD、其中收录东京爱乐乐团在逆转裁判音乐会上演奏的5首曲目，最后以及该音乐会的宣传册。日本还有销售捆绑《逆转检察官》游戏的主题任天堂DSi。Suleputer于2009年6月24日发行了游戏原声碟《逆转检察官 原声大碟》。

## 评价
| 汇总媒体     | 得分   |
| ------------ | ------ |
| GameRankings | 79%    |
| Metacritic   | 78/100 |

| 媒体             | 得分   |
| ---------------- | ------ |
| Adventure Gamers | [ 32 ] |
| Eurogamer        | 8/10   |
| GameSpot         | 8/10   |
| GameZone         | 7.5/10 |
| IGN              | 7.6/10 |
| 任天堂世界报道   | 8.5/10 |
| 游戏机实用技术   | 25/30  |
| Fami通           | 34/40  |

《逆转检察官》在GameRankings和Metacritic的汇总得分为79%和78/100，所获评价总体正面。《逆转裁判》日版首周销量17.2万，次周销量4.2万，到发售年末售出30.3万套，为是年第33畅销游戏。但美国卡普空副总裁称，游戏西方版销量“最高也是不佳”。御剑获得阿吉奖2010之最佳角色奖，以及任天堂世界报道的2010年最佳任天堂DS冒险游戏奖。游戏在东京电玩展2008展出后，获得日本游戏大奖“未来”颁发的奖项。
Adventure Gamers的奥斯汀·柏辛格称，游戏较前作的变化多流于表面，类似却不如前作。但任天堂世界报道的尼尔·罗纳汉观点相反，认为游戏变动充分，感觉新鲜，或为系列最佳作品。IGN的希拉里·戈尔茨坦认为，新要素有力提升了游戏多样性，不过系列正走向枯竭。GameZone的史蒂芬·霍珀认为游戏和非常类似，系列也正逐渐老去。GameSpot的劳拉·帕克称，游戏“成功结合了”系列前作的游戏要素，且“魅力之处完全没有缺失”。
柏辛格称游戏难度太低、组织简单，且逻辑系统过于简单。他认为虽然找出证词矛盾“一如既往的奇妙”，但其太过依赖试错。罗纳汉称，追究阶段的许多解答“二元化”——虽然对证词多处出示证据皆为合理，但游戏只认其一。他认为游戏操作不错，但触屏移动操控“不顺手、不准确”。戈尔茨坦也提到了指证证词多处，均可指出同一矛盾，但游戏只接受某处的问题。她还称，有时找不到合理解答，就只得去猜。Eurogamer约翰·沃克也批评称，游戏有时不认可合理解答。霍珀称，解答证据不够直观，玩家只得大量试错。部分谜题可以看懂，但部分则令人丧气。帕克称游戏系统令人兴奋，此外游戏富有深度、变化多样，但间或太过容易。
柏辛格称，游戏延续了逆转裁判的幽默、角色描写也非常棒，然而故事却平淡、乏味、拖沓。罗纳汉称故事对话诙谐，游戏节奏适宜、有长度、充满乐趣。戈尔茨坦称故事有趣，但有时效果“如糟糕的肥皂剧”。沃克称赞游戏选御剑当主人公，一条美云的加入也非常棒。他称英文版虽多处误拼，但翻译却令人难以置信。霍珀对新主角与设定表示称赞，认为游戏对话“浮浅却迷人”。但他又称，游戏剧本多处拖沓，让案件比实际需要的更长。帕克称，御剑不同于成步堂与王泥喜，不会立刻吸引人，因此玩家要花写时间来适应扮演御剑。她认为游戏故事有深度、错综复杂，和缓却又紧密。《游戏机实用技术》的两名编辑也称新角色让人印象深刻。
《Fami通》的山本漆称对话场景的角色插图有临场感。罗纳汉称游戏画风和视效精妙，诸角色“散发着个性”，不过游戏动画虽胜于前作，但每次只有数帧。戈尔茨坦称，游戏角色鲜明，场景却无趣。霍珀认为游戏有“动画气质”、无美感瑕疵，静态图像可让人接受。帕克对游戏画面效果表示喜爱，将场景环境比作“精美的绘画”。

### 影响
游戏有一部改编漫画，由黑田研二编剧、前川和夫作画，从2009年起在讲谈社的《週刊Young Magazine》上刊载。讲谈社还在北美发行漫画，漫画分4卷，在2012年7月31日至2013年9月29日间发行。漫画第2、3卷皆于2012年发行，且各上《纽约时报》漫画畅销榜一周，分别排第7和第8位。日本游乐园Joypolis在2011年开设《逆转裁判》主题娱乐栏目。
续作《逆轉檢察官2》于2011年2月3日在日本发行。卡普空无该作的国际化计划，但有爱好者自行英文化后在网上发布。Eshiro在2013年7月表示，他和山崎希望制作第三部逆转检察官游戏，他准备争取必要的卡普空员工，并在之后计划一切，但他表示无法给出任何承诺。